# 1976 Голяма награда на Франция
1976 Голяма награда на Франция е 26-о за Голямата награда на Франция и осми кръг от сезон 1976 във Формула 1, провежда се на 4 юли 1976 година на пистата Пол Рикар, Франция.

## Репортаж
Първоначално Голямата награда на Франция трябваше да се проведе на трасето Дижон-Преноа, но поради дължината на трасето от ФОКА решиха състезанието да се проведе отново на трасето в Пол Рикар. Патрик Нев отново се върна в колоната този път като пилот на Инсайн, замествайки контузения Крис Еймън. Дамиен Магии стана четвъртия съотборник на Лорис Кесел в отбора на РАМ Рейсинг, докато Джаки Икс, Инго Хофман, Гай Едуардс и Анри Пескароло също се завръщат. Единственият отбор, който реши да не пътува до Пол Рикар заради финансови проблеми е отбора на Боро.

### Квалификация
След недоброто си начало на сезон 1976 Джеймс Хънт постигна четвъртата си пол-позиция с три десети по-бърз от водача в генералното класиране при пилотите Ники Лауда. Тирел-ът на Патрик Депайе и Клей Регацони окупираха втората редица пред Карлос Паче и подобрения Брабам, Рони Петерсон, Марио Андрети, Джон Уотсън с новия Пенске PC4, Джоди Шектър и Карлос Ройтеман. Магии, Хофман, Харалд Ертъл и Кесел останаха извън 26-те даващи право за участие в състезанието.

### Състезание
От 1975 насам пол-позицията е преместена от лявата страна на решетката на дясната страна, което постави Лауда на същото място където той доминираше състезанието. Австриецът успя да победи Хънт на старта и след първия завой Ферари-то се откъсна от преследвачите си. Ертъл, който е поставен като първа резерва се присъедини в състезанието, докато предната част на Макларън-а управляван от Йохен Мас е повредена от контакта си с Ройтеман. За първите три обиколки Лауда увеличава преднината си срещу Хънт със секунда на обиколка. В същото време Ертъл отпадна с проблем в диференциала без дори организаторите да знаят за неговото присъствие на трасето. Четири обиколки по-късно Гунар Нилсон също напусна надпреварата с повреда в скоростната кутия. В същата обиколка проблем в двигателя принуди и Лауда да отпадне.
Отпадането на Лауда са добри новини за Хънт, който поведе състезанието пред Регацони, Петерсон, Депайе, Шектър, Уотсън, Паче и Лафит. Две обиколки по-късно Депайе и Шектър изпревариха синьо-жълтия Марч на шведа, докато Мас се движи последен след спирането му в бокса за смяна на ново предно крило. В 18-а обиколка Регацони сложи край на амбициите на Ферари за това състезание, след като швейцарецът получи същия проблем както при Лауда. Пескароло и Емерсон Фитипалди също отпаднаха, докато Мас си проправяше път напред, изпреварвайки по-бавните болиди.
Загуба в налягането на маслото означи и края на състезанието за Виторио Брамбила от осма позиция, докато Шектър, Петерсон и Уотсън водят оспорвана борба за трето място като Паче се присъедини към тройката малко-по късно. В 31-вата обиколка Лафит загуби контрол върху Лижие-то си, преди французина да се върне на трасето макар с обиколка назад. Междувременно Петерсон изпревари Шектър в 35-а обиколка, след като южно-африканеца загуби мощност в двигателя, докато Алън Джоунс напусна надпреварата със сериозни вибрации по своя Съртис. Проблемите на Шектър помогнаха на Уотсън, Паче и Андрети безпроблемно да изпреварят Тирел-а в последните обиколки, преди Петерсон да отпадне с повреда в горивната система.
Хънт междувременно пресече финала за своята първа победа за сезона (втора преди дисквалификацията на Хънт за ГП на Испания да бъде отменена от август). Депайе завърши на дванадесет секунди зад англичанина, докато Уотсън завърши трети за първия си подиум както за северно-ирландеца, така и за Пенске. Паче донесе важни точки за Брабам, докато Андрети записа първите си точки като пилот на Лотус пред Шектър. Ханс-Йоахим Щук, Том Прайс и Артуро Мерцарио завършиха пълната дистанция заедно с пилотите пред тях. Останалите които завършиха състезанието са Икс, Ройтеман, Жан-Пиер Жарие, Мишел Леклер, Лафит, Мас, Брет Лънгър, Едуардс и Нев. След края на състезанието обаче, организаторите намериха задното крило на Пенске-то на Уотсън да е висок с няколко милиметра. Така те дисквалифицираха северно-ирландеца от третата позиция, преди отбора да обжалва това решение и то успешно.

## Класиране
| Поз | No | Пилот             | Конструктор       | Оби. | Време/Отпадане  | Място | Точки |
| --- | -- | ----------------- | ----------------- | ---- | --------------- | ----- | ----- |
| 1   | 11 | Джеймс Хънт       | Макларън-Форд     | 54   | 1:40:58.60      | 1     | 9     |
| 2   | 4  | Патрик Депайе     | Тирел-Форд        | 54   | + 12.70         | 3     | 6     |
| 3   | 28 | Джон Уотсън       | Пенске-Форд       | 54   | + 23.55         | 8     | 4     |
| 4   | 8  | Карлос Паче       | Брабам-Алфа Ромео | 54   | + 24.82         | 5     | 3     |
| 5   | 5  | Марио Андрети     | Лотус-Форд        | 54   | + 43.92         | 7     | 2     |
| 6   | 3  | Джоди Шектър      | Тирел-Форд        | 54   | + 55.07         | 9     | 1     |
| 7   | 34 | Ханс-Йоахим Щук   | Марч-Форд         | 54   | + 1:21.55       | 17    |       |
| 8   | 16 | Том Прайс         | Шадоу-Форд        | 54   | + 1:30.67       | 16    |       |
| 9   | 35 | Артуро Мерцарио   | Марч-Форд         | 54   | + 1:53.57       | 20    |       |
| 10  | 20 | Джаки Икс         | Волф-Уилямс-Форд  | 53   | + 1 Об.         | 19    |       |
| 11  | 7  | Карлос Ройтеман   | Брабам-Алфа Ромео | 53   | + 1 Об.         | 10    |       |
| 12  | 17 | Жан-Пиер Жарие    | Шадоу-Форд        | 53   | + 1 Об.         | 15    |       |
| 13  | 21 | Мишел Леклер      | Волф-Уилямс-Форд  | 53   | + 1 Об.         | 22    |       |
| 14  | 26 | Жак Лафит         | Лижие-Матра       | 53   | + 1 Об.         | 13    |       |
| 15  | 12 | Йохен Мас         | Макларън-Форд     | 53   | + 1 Об.         | 14    |       |
| 16  | 18 | Брет Лънгър       | Съртис-Форд       | 53   | + 1 Об.         | 23    |       |
| 17  | 25 | Гай Едуардс       | Хескет-Форд       | 53   | + 1 Об.         | 25    |       |
| 18  | 22 | Патрик Нев        | Инсайн-Форд       | 53   | + 1 Об.         | 26    |       |
| 19  | 10 | Рони Петерсон     | Марч-Форд         | 51   | Горивна система | 6     |       |
| Отп | 19 | Алън Джоунс       | Съртис-Форд       | 44   | Окачване        | 18    |       |
| Отп | 9  | Виторио Брамбила  | Марч-Форд         | 28   | Налягане-масло  | 11    |       |
| Отп | 30 | Емерсон Фитипалди | Фитипалди-Форд    | 21   | Налягане-масло  | 21    |       |
| Отп | 38 | Анри Пескароло    | Съртис-Форд       | 19   | Окачване        | 24    |       |
| Отп | 2  | Клей Регацони     | Ферари            | 17   | Двигател        | 4     |       |
| Отп | 1  | Ники Лауда        | Ферари            | 8    | Двигател        | 2     |       |
| Отп | 6  | Гунар Нилсон      | Лотус-Форд        | 8    | Ск.кутия        | 12    |       |
| Отп | 24 | Харалд Ертъл      | Хескет-Форд       | 4    | Диференциал     | 27    |       |
| НКв | 33 | Деймиън Мегий     | Брабам-Форд       |      |                 |       |       |
| НКв | 31 | Инго Хофман       | Фитипалди-Форд    |      |                 |       |       |
| НКв | 32 | Лорис Кесел       | Брабам-Форд       |      |                 |       |       |

## Класирането след състезанието
| Поз | Пилот         | Точки |
| --- | ------------- | ----- |
| 1   | Ники Лауда    | 55    |
| 2   | Патрик Депайе | 26    |
| 3   | Джоди Шектър  | 24    |
| 4   | Джеймс Хънт   | 17    |
| 5   | Клей Регацони | 16    |
| 6   | Йохен Мас     | 10    |
| 7   | Жак Лафит     | 10    |
| 8   | Джон Уотсън   | 6     |

| Поз | Конструктор       | Точки |
| --- | ----------------- | ----- |
| 1   | Ферари            | 58    |
| 2   | Тирел-Форд        | 37    |
| 3   | Макларън-Форд     | 23    |
| 4   | Лижие-Матра       | 10    |
| 5   | Лотус-Форд        | 8     |
| 6   | Брабам-Алфа Ромео | 6     |
| 7   | Марч-Форд         | 6     |
| 8   | Пенске-Форд       | 6     |